# Base Realignment and Closure
Pour l’article homonyme, voir BRAC.
Le Base Realignment and Closure, aussi connu sous son acronyme BRAC, est un processus du gouvernement fédéral des États-Unis  utilisé par le département de la Défense des États-Unis (DoD) et le Congrès américain pour fermer des bases militaires jugées non nécessaires et réviser la totalité des actifs militaires en vue d'économies budgétaires sur l'opérationnel et l'entretien. Le but est d'obtenir une efficience maximale des moyens militaires en ligne avec les objectifs du DoD et du Congrès. 
Le processus du BRAC fut développé pour atteindre les buts gouvernementaux dans la fermeture ou le réalignement de bases militaires et ce en dépit des difficultés politiques soulevées. En effet, une base militaire peut apporter chaque année plusieurs millions de dollars d'argent fédéral à la région autour de la base, entrainant souvent l'opposition ou la réticence de membres du Congrès issus des districts ou des États affectés par ces fermetures et rendant ces initiatives difficiles. Le Congrès créa donc la BRAC en 1988 comme une méthode acceptable par tous pour atteindre de tels buts. 
Plus de 350 installations militaires ont été fermées lors des quatre derniers BRAC en 1989, 1991, 1993 et 1995. La plus récente mise en œuvre d'un telle procédure, le BRAC 2005, a débuté à l'automne 2005 lors de la remise des travaux de la commission et dont les recommandations ont été votées par le Congrès en novembre 2005. Les fermetures ou regroupements des bases ou d'unités sont en cours.

## Source
- (en) Cet article est partiellement ou en totalité issu de l’article de Wikipédia en anglais intitulé « Base Realignment and Closure Commission » (voir la liste des auteurs).